# Chuteira de Ouro
La Chuteira de Ouro (in italiano Scarpa d'Oro) è un premio annuale assegnato a dal 1999 al 2016 dalla rivista brasiliana Placar al miglior marcatore del calcio brasiliano di ogni anno.
Per l'assegnazione del premio veniva utilizzato un sistema di punti a seconda della competizione in cui le reti vengono segnate o se vengono realizzate con la Nazionale brasiliana. Il sistema di punteggio in vigore dal 2007 prevedeva:
- Due punti per ogni gol segnato nella Coppa del mondo per club, nella Coppa Libertadores, nella Coppa Sudamericana, nel Campeonato Brasileiro Série A, nella Coppa del Brasile, nel Campionato Carioca, nel Campionato Paulista, nel Campionato Mineiro, nel Campionato Pernambucano, nel Campionato Paranaense, nel Campionato Gaúcho o con la Nazionale brasiliana;
- Un punto per ogni gol segnato nel Campeonato Brasileiro Série B, nel Campeonato Brasileiro Série C, nel Campeonato Brasileiro Série D o in uno degli altri campionati statali.

I giocatori che hanno conquistato più volte il premio sono Romário, vincitore di 3 delle prime 4 edizioni tra il 1999 e il 2002, e Neymar, vincitore per 3 edizioni consecutive dal 2010 al 2012.

## Albo d'oro
| Anno | Giocatore        | Squadra                    | Gol | Punti |
| ---- | ---------------- | -------------------------- | --- | ----- |
| 1999 | Romário          | Flamengo e Vasco da Gama   | 46  | 92    |
| 2000 | Romário          | Vasco da Gama              | 71  | 152   |
| 2001 | Kléber Pereira   | Atlético Paranaense        | 50  | 100   |
| 2002 | Romário          | Vasco da Gama e Fluminense | 42  | 84    |
| 2003 | Luís Fabiano     | San Paolo                  | 47  | 95    |
| 2004 | Washington       | Atlético Paranaense        | 44  | 88    |
| 2005 | Fred             | Cruzeiro                   | 39  | 80    |
| 2006 | Marinho          | Atlético Mineiro           | 27  | 54    |
| 2007 | Dodô             | Botafogo                   | 34  | 68    |
| 2008 | Keirrison        | Coritiba                   | 41  | 82    |
| 2009 | Diego Tardelli   | Atlético Mineiro           | 39  | 78    |
| 2010 | Neymar           | Santos                     | 42  | 84    |
| 2011 | Neymar           | Santos                     | 39  | 78    |
| 2012 | Neymar           | Santos                     | 56  | 112   |
| 2013 | Hernane          | Flamengo                   | 35  | 70    |
| 2014 | Hernán Barcos    | Grêmio                     | 29  | 58    |
| 2014 | Fred             | Fluminense                 | 29  | 58    |
| 2015 | Ricardo Oliveira | Santos                     | 38  | 76    |
| 2016 | Robinho          | Atlético Mineiro           | 25  | 50    |